# Marcello Coppo
Marcello Coppo (Asti, 27 novembre 1978) è un politico italiano, deputato di Fratelli d'Italia per la XIX legislatura a partire dal 13 ottobre 2022.

## Biografia
Nato ad Asti, si laurea in giurisprudenza presso l'Università degli Studi del Piemonte Orientale "Amedeo Avogadro". Esercita la professione di avvocato dal 2009 presso il proprio studio legale con esperienze in lavoro, previdenziale e tributario.
Entrato in politica con Fratelli d'Italia, viene nominato nel 2017 come vicesindaco e assessore alle attività produttive della sua città natale, carica che sarà poi riconfermata nel 2022. Nello stesso anno si candida alla Camera dei deputati in vista delle elezioni politiche del 25 settembre nel collegio uninominale di Asti, dove viene eletto con il 53,08% delle preferenze. Rassegna perciò le proprie dimissioni da assessore.